# Syntrichia norvegica
Syntrichia norvegica egy lombosmoha faj a Pottiaceae családból.

## Megjelenése

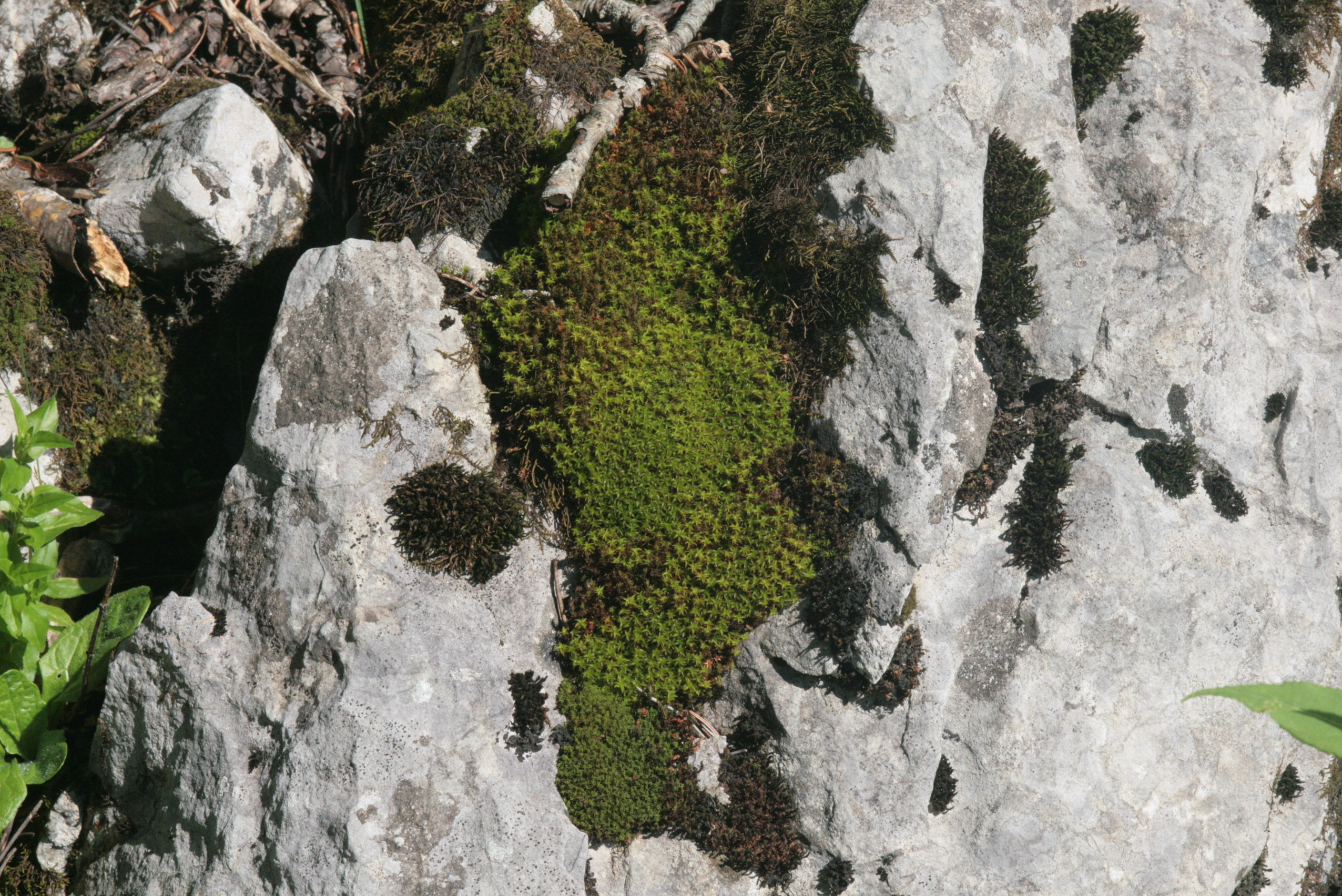
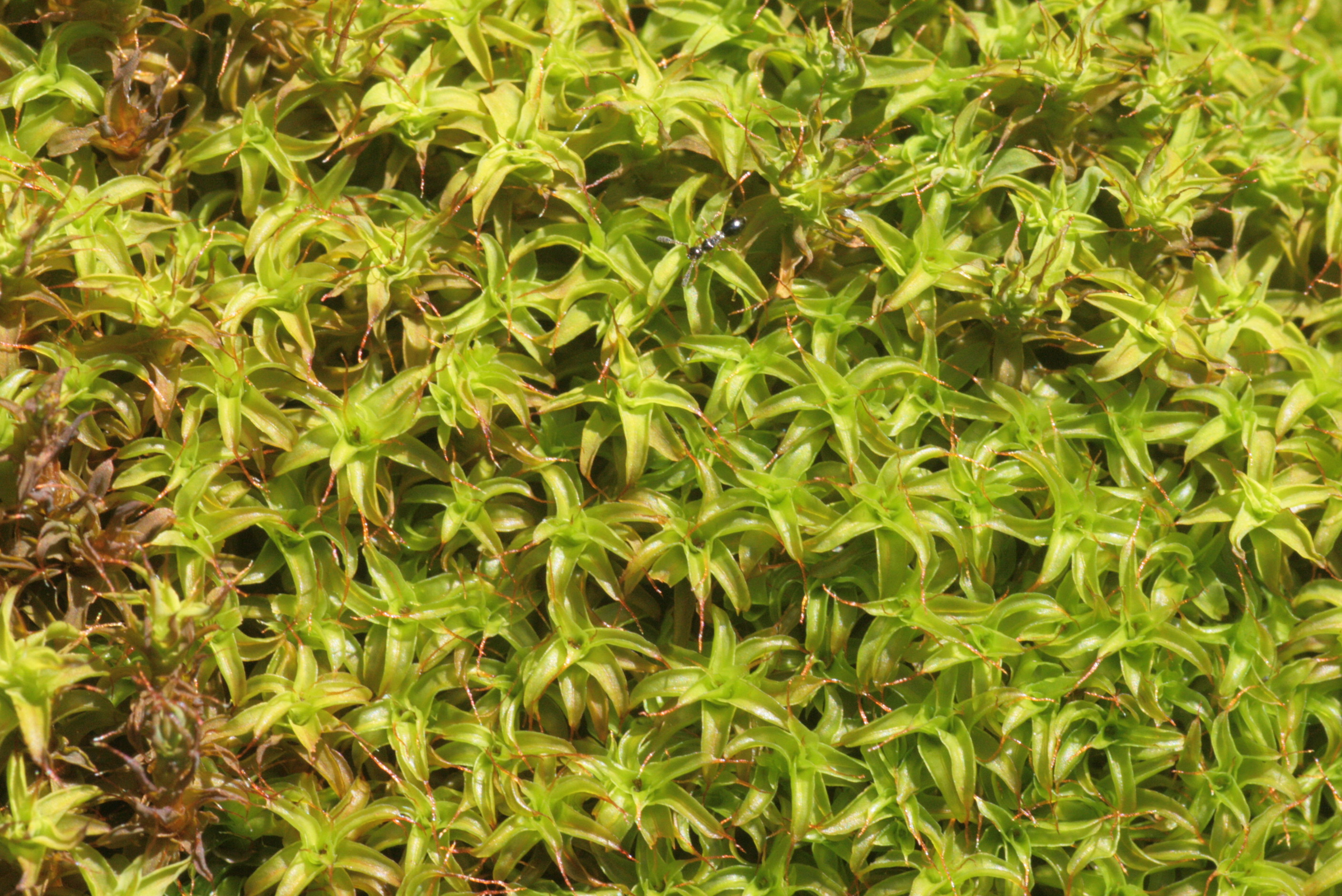
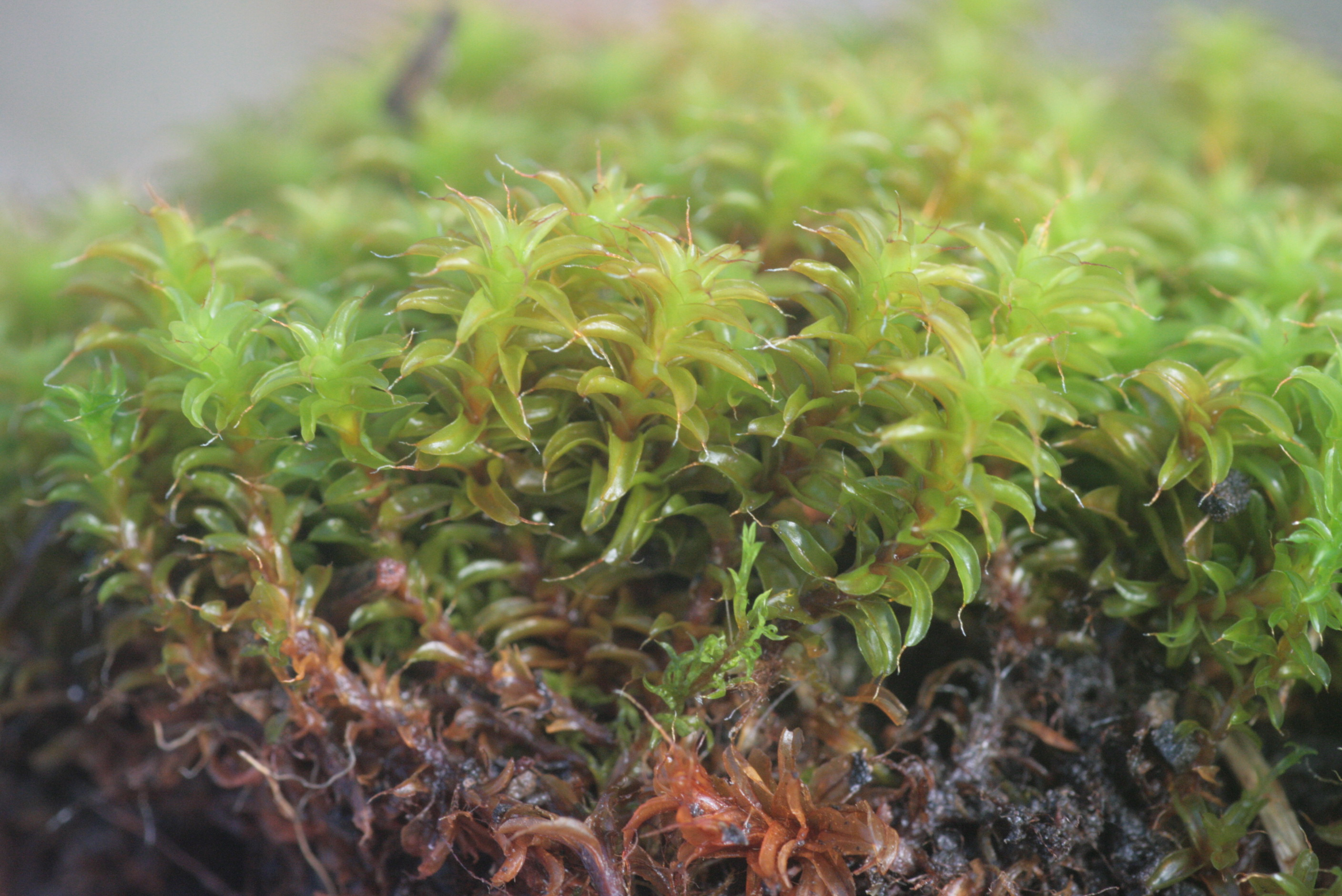
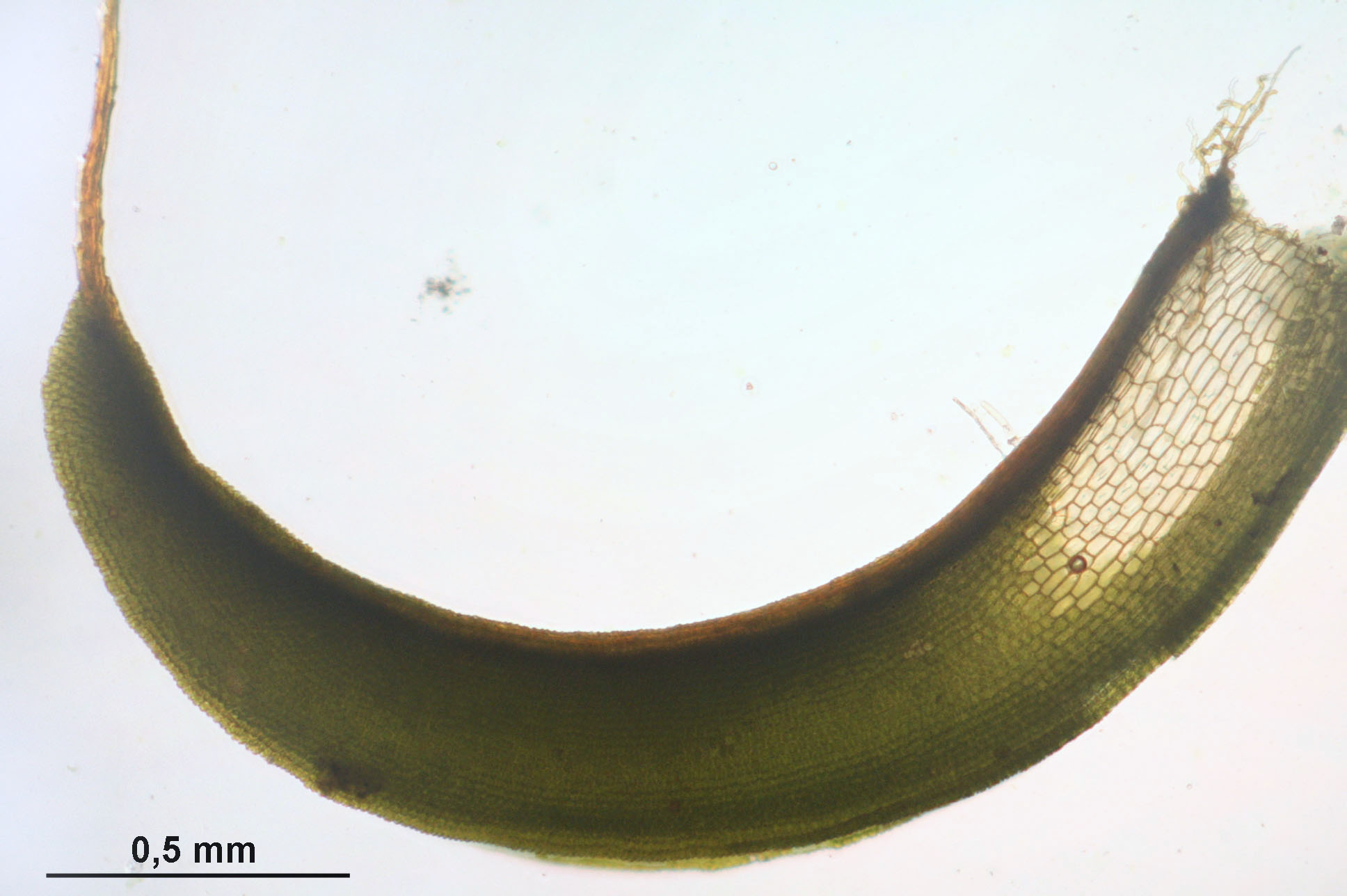
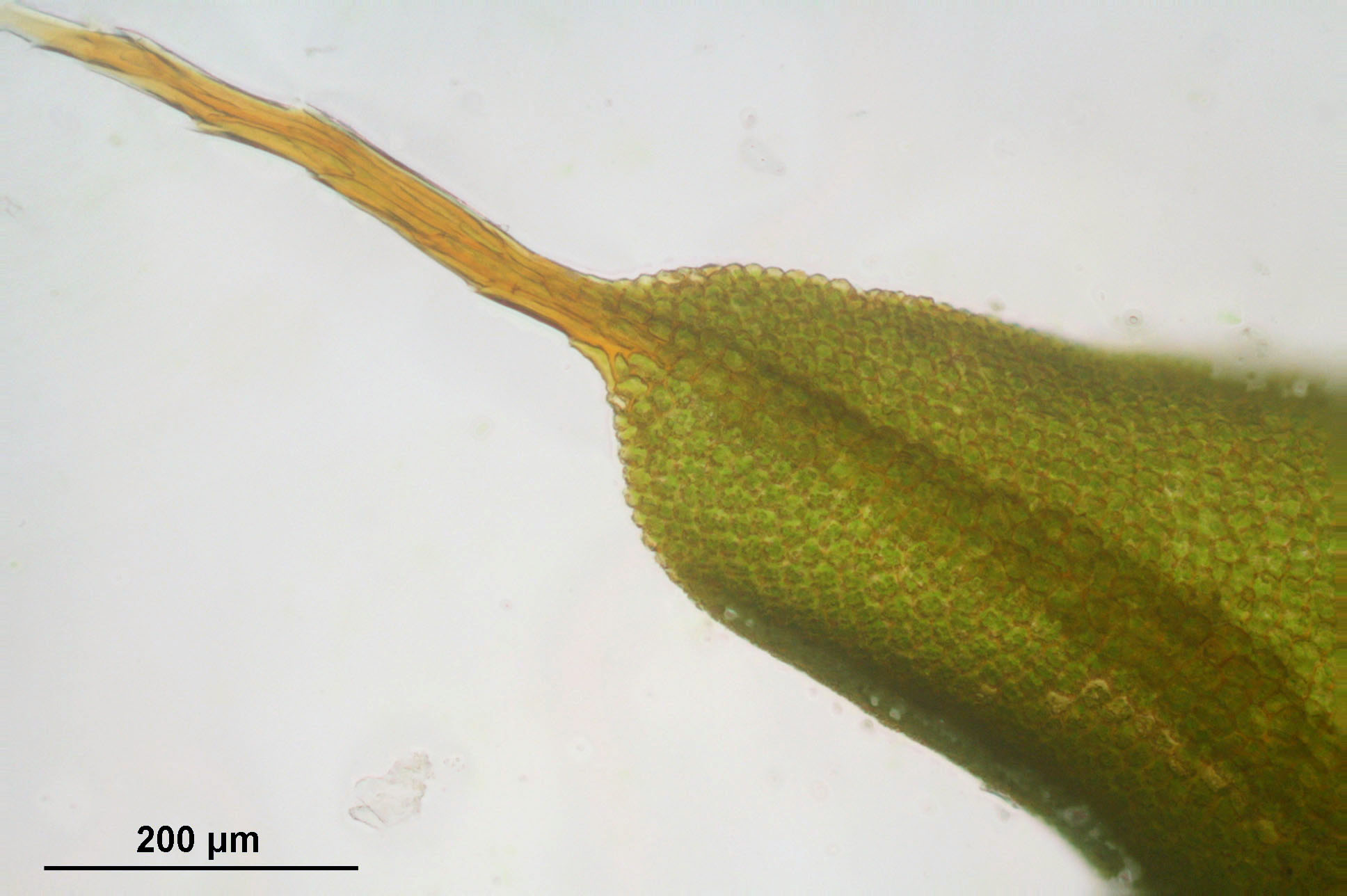
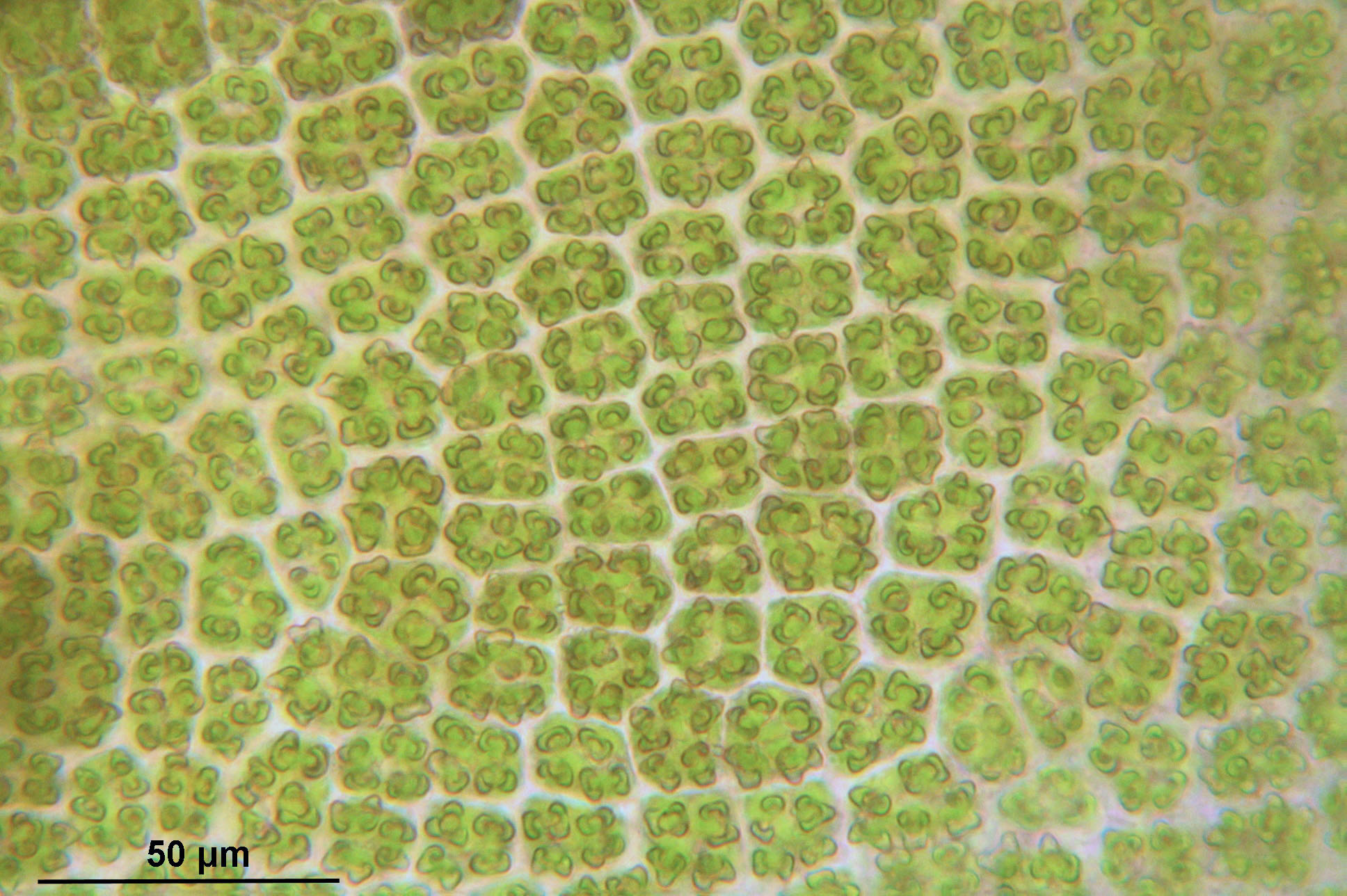

Ez a faj nagyon hasonlít a Syntrichia ruralisra, része a Syntrichia ruralis agg. fajkomplexnek. A növények laza, 2,5 cm magas gyepekben nő. Levelei szárazon csavarodottak, nedvesen elállók, erősen visszahajlók, hosszúkás nyelv alakúak vörösesbarna színűek. A levélér erőteljes, barna, fogazott szőrszálban fut ki a levél csúcsán. A levélszél a levél alsó felén begöngyölt de a felül lapos, sima.
A levélsejtek a levél tövénél hosszúkás, téglalap alakúak átlátszóak, a levél többi részén, négyzetesek, rövidebb téglalap alakúak, mindkét oldalukon papillázottak (3-6 papilla/sejt) és klorofillban gazdagok. A levélér hátoldala szintén papillázott.
A növények kétlakiak. A barna seta 15–20 mm hosszú, vörösesbarna, a tok enyhén ívelt 3–4 mm hosszú, a perisztomium fogak kétszeresen csavarodottak. A spórák papillázottak és 11-15 mikrométer nagyságúak. Sarjtestek nincsenek.

## Élőhelye és elterjedése
Syntrichia norvegica egy magas-hegységi faj. Az Alpokban gyakori 1000 m feletti magasságban mészkövön és meszes szilikát kőzeten. Magyarországon egy helyen írták le eddig, de újra nem találták meg, így eltűnt fajnak nyilvánították.
Európában, Ázsiában és Észak-Amerikában is megtalálható, szintén a magas-hegységekben.

## Szinonimái
Tortula norvegica (Web.) Lindb.
Syntrichia ruralis var. norvegica (F.Weber) Steud.
Tortula ruralis var. alpina Wahlenb.
Egy változatát leírták ahol hiányzik a levélcsúcsi szőrszál, ez a Tortula norvegica var. calva W.A.Kramer néven lett elnevezve.

## Internetes hivatkozások
- Swiss Bryophytes - Syntrichia norvegica (Svájci oldal) - Fotók
- Bildatlas Moose - Syntrichia norvegica (Tortula norvegica) (Német oldal)

## Fordítás
Ez a szócikk részben vagy egészben  a   Syntrichia norvegica című német Wikipédia-szócikk ezen változatának fordításán alapul.  Az eredeti cikk szerkesztőit annak laptörténete sorolja fel. Ez a jelzés csupán a megfogalmazás eredetét és a szerzői jogokat jelzi, nem szolgál a cikkben szereplő információk forrásmegjelöléseként.